# Anselm Weber

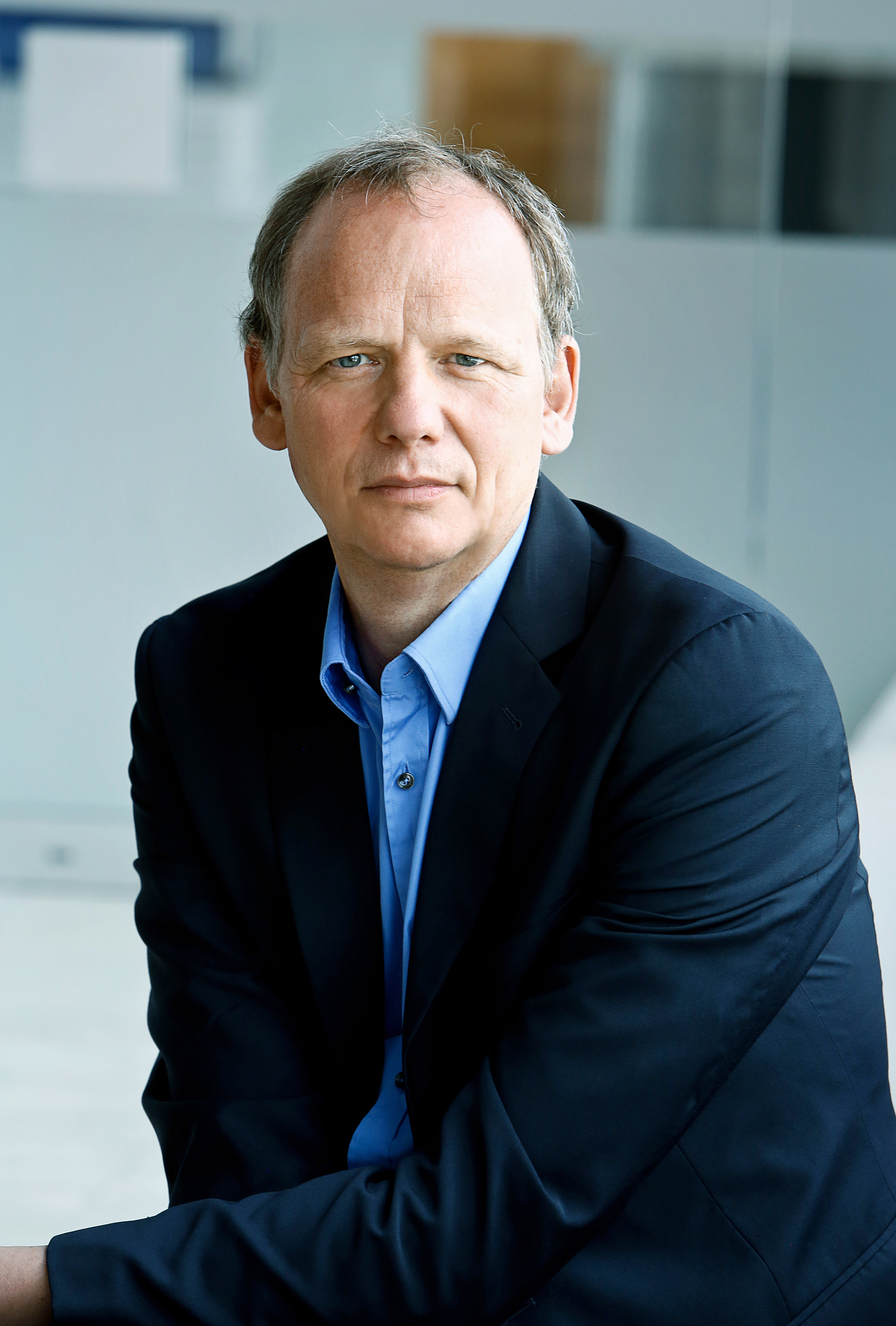
Anselm Weber

Anselm Weber (* 3. Oktober 1963 in München) ist ein deutscher Theater- und Opernregisseur und Intendant.

## Leben
Anselm Weber begann 1984 ein Studium der Fotografie an der Staatlichen Fachakademie für Fotodesign, im Anschluss studierte er Germanistik, Philosophie und Anglistik in Berlin. Sein Kinderfilm Die Erfindungen des Tobias Schraube (1986) wurde 1987 auf dem Kinderfilmfest der Berlinale gezeigt. 1986 bis 1989 war er Regieassistent an den Münchner Kammerspielen bei Dieter Dorn und Hans Lietzau. 1989 inszenierte er dort Die Minderleister von Peter Turrini im Werkraum.
Im Anschluss arbeitete er als freier Regisseur in Bonn am dortigen Schauspielhaus und in Berlin am Deutschen Theater. 1991 begann er als Hausregisseur am Schauspiel Frankfurt, wo er u. a. Die Jungfrau von Orléans (F. Schiller), Antigone (Sophokles) und die Uraufführung von Die Präsidentinnen (W. Schwab) erarbeitete. 1993 wechselte er an das Deutsche Schauspielhaus Hamburg, wo er bis 2000 unter dem Intendanten Frank Baumbauer ebenfalls als Hausregisseur tätig war. Im Rahmen der Eröffnung inszenierte er die Uraufführung von Kritik in Festung (R. Goetz). Es folgten Inszenierungen u. a. von Zerbombt (DE von Sarah Kane), Katzelmacher (R. W. Fassbinder) und Nathan/Jude von Malta (Lessing/Marlowe).
In dieser Zeit war er auch als Gastdozent an der Universität Hamburg für den Studiengang Schauspielregie tätig. Parallel inszenierte er am Residenztheater München (u. a. Wallenstein von F. Schiller und Don Juan und Faust von C. Grabbe) und in Wien am Wiener Volkstheater (u. a. die DE von Blut von S. Belbel) und am Burgtheater (u. a. die DE von Der Kissenmann von M. McDonagh).
1999 gab er sein Debüt als Opernregisseur am Aalto-Musiktheater Essen mit Giuseppe Verdis Rigoletto. Es entwickelte sich eine enge Zusammenarbeit mit dem Dirigenten Stefan Soltesz, der in den folgenden Jahren die gemeinsamen Arbeiten an Lohengrin (2000) und Die Meistersinger von Nürnberg (2003) von R. Wagner bzw. Der Rosenkavalier (2004) von R. Strauss folgten.
Von 2001 bis 2003 war Anselm Weber als Oberspielleiter am Schauspiel Frankfurt tätig, bevor er von 2005 bis 2010 das Schauspiel Essen als Intendant leitete. Dort förderte er insbesondere junge Regietalente wie David Bösch und Roger Vontobel. Parallel arbeitet er seit 2004 als Opernregisseur an der Oper Frankfurt (u. a. Katja Kabanowa von L. Janáček, Die Tote Stadt von E. W. Korngold). Zusammen mit Roberto Ciulli war er Künstlerischer Leiter des Festivals Theater der Welt 2010.
Im selben Jahr wechselte er als Intendant an das Schauspielhaus Bochum. Dort inszenierte er u. a. Uraufführungen von C. Nußbaumeder, Reto Finger und Lutz Hübner. 2015 setzte er an der Oper Frankfurt Die Passagierin von M. Weinberg in Szene. Die Arbeit wurde 2016 zu den Wiener Festwochen eingeladen. Seit März 2016 ist Anselm Weber Präsidiumsmitglied der Deutschen Akademie der darstellenden Künste.
Mit der Spielzeit 2017/2018 übernahm er als Nachfolger von Oliver Reese die Intendanz am Schauspiel Frankfurt und gemeinsam mit Bernd Loebe die Geschäftsführung der Städtischen Bühnen Frankfurt. Zu Beginn seiner Frankfurter Zeit kündigte Weber an, mit Regisseuren wie David Bösch, Roger Vontobel oder Robert Borgmann zu arbeiten. Zugleich forderte er von der Frankfurter Politik einen Konsens bei der Entscheidung über die anstehende Sanierung der Städtischen Bühnen, die einem Gutachten zufolge mehr als 800 Millionen Euro kosten wird. Diese Dimension hat kontroverse Debatten über den Wert des Theaters im Vergleich zu anderen öffentlichen Aufgaben hervorgerufen. „Die Diskussion kann unheimlich gefährlich werden. Sie kann von Populisten von links und rechts benutzt werden, um die Frage nach der Existenz des Theaters zu stellen. Das darf nicht geschehen“, sagte Weber.
2020 fiel die Entscheidung, mit dem gemeinsam erarbeiteten Konzept von Matthias Pees (Intendant, Künstlerhaus Mousonturm), Matthias Wagner K (Direktor, Museum Angewandte Kunst) und Anselm Weber Theater der Welt in Frankfurt-Offenbach stattfinden zu lassen. Mit dem deutschlandweit größten internationalen Theaterfestival »Theater der Welt« waren 2023 Vielfalt von Theater, Tanz und Performance aus aller Welt zum ersten Mal seit beinahe vierzig Jahren wieder in der Region Frankfurt-Offenbach zu sehen.

## Ehrungen und Auszeichnungen
- 1990 Regiepreis der Bayerischen Theatertage für die Inszenierung von Die Minderleister von Peter Turrini im Werkraum der Münchner Kammerspiele.
- 1992 Preis für Nachwuchsregie der Deutschen Akademie der Darstellenden Künste Frankfurt im Rahmen der Vergabe des Gertrud-Eysoldt-Ringes.
- 2001 Karl-Skraup-Preis für die Inszenierung von Blut von Sergi Belbel am Volkstheater Wien.
- 2001 Nominierung für den Nestroy-Theaterpreis für die Inszenierung von Blut von Sergi Belbel am Volkstheater Wien.

## Inszenierungen (Auswahl)
(UA: Uraufführung; DSE: deutschsprachige Erstaufführung)
- 1989 – Münchner Kammerspiele – Die Minderleister von Peter Turrini
- 1992 – Schauspiel Frankfurt – Die Jungfrau von Orléans von Friedrich Schiller
- 1995 – Deutsches Schauspielhaus Hamburg – Nathan der Weise von Gotthold Ephraim Lessing
- 1996 – Deutsches Schauspielhaus Hamburg –  Zerbombt  von Sarah Kane
- 1997 – Residenztheater München – Das Käthchen von Heilbronn von Heinrich von Kleist
- 1999 – Bayerisches Staatsschauspiel München –  Don Juan und Faust  von Christian Dietrich Grabbe
- 2000 – Aalto-Theater – Rigoletto von Giuseppe Verdi
- 2000 – Aalto-Theater – Lohengrin von Richard Wagner
- 2000 – Wiener Festwochen – Blut  von Sergi Belbeleat
- 2003 – Akademietheater des Wiener Burgtheaters – Der Kissenmann von Martin McDonagh
- 2003 – Aalto-Theater – Die Meistersinger von Nürnberg von Richard Wagner
- 2004 – Schauspiel Hannover – Sommergäste von Maxim Gorki
- 2005 – Schauspiel Frankfurt –  Die Wildente  von Henrik Ibsen
- 2007 – Schauspiel Essen – Blütenträume (UA) von Lutz Hübner
- 2008 – Schauspiel Essen – Anatomie Titus Fall of Rome von Heiner Müller nach William Shakespeare
- 2009 – Schauspiel Essen – Barbelo, von Hunden und Kindern (DSE) von Biljana Srbljanovic
- 2009 – Schauspiel Essen – Nachgeschichte (UA) von Lutz Hübner
- 2009 – Oper Frankfurt – Die tote Stadt von E. W. Korngold
- 2010 – Schauspielhaus Bochum – Eisenstein (UA) von Christoph Nußbaumeder
- 2011 – Schauspielhaus Bochum – Haus am See (UA) von Reto Finger
- 2015 – Oper Frankfurt – Die Passagierin von Mieczyslaw Weinberg
- 2017 – Schauspielhaus Bochum – Alle meine Söhne von Arthur Miller
- 2017 – Schauspiel Frankfurt – Das siebte Kreuz von Anna Seghers
- 2018 – Schauspiel Frankfurt – Furor (UA) von Lutz Hübner und Sarah Nemitz
- 2019 – Oper Frankfurt – Lady Macbeth von Mzensk von Dmitri D. Schostakowitsch
- 2023 – Schauspiel Frankfurt – Orlando - Eine Biografie nach Virginia Woolf, Regie zusammen mit Katrin Spira